# René Urtreger
René Urtreger (* 6. července 1934) je francouzský jazzový klavírista. Narodil se v Paříži do rodiny polských přistěhovalců a na klavír začal hrát ve čtyřech letech. V roce 1953 vyhrál v amatérské soutěži pianistů a brzy poté se rozhodl stát se profesionálem. V letech 1955 až 1957 sloužil v armádě. Během své kariéry spolupracoval s mnoha hudebníky, mezi které patří například Don Byas, Lester Young, Lee Konitz a Buck Clayton. V roce 1957 hrál na albu Ascenseur pour l'échafaud amerického trumpetisty Milese Davise.